# Habits (Stay High)
„Habits (Stay High)” este un cântec al interpretei suedeze Tove Lo de pe discul EP, Truth Serum, și de pe albumul său de debut Queen of the Clouds. Acesta a fost scris de către Tove Lo, Ludvig Söderberg și Jakob Jerlström, în timp ce a fost produs de ultimii doi sub numele de producție The Struts. Inițial, artista a lansat independent melodia sub titlul „Habits” la data de 15 martie 2013 ca și cel de-al doilea disc single care să fie lansat independent. După artista a semnat un contract cu casa de discuri Universal Music, piesa a fost lansată încă o data sub titlul „Habits (Stay High)” ca și un disc single principal de pe Truth Serum și Queen of the Clouds.

## Compoziție
„Habits (Stay High)” este un cântec pop și electropop care are o instrumentație minimalistă și upbeat electronică. Versurile sale se încadrează în încercările cântăreței de a uita iubitul său anterior prin abuzul de substanțe, băuturi și alte practici hedoniste. În cele din urmă, unii critici muzicali și chiar cântăreața însăși a remarcat un contrast între producția cântecului și conținutului său liric.

## Videoclip
Două videoclipuri au fost filmate pentru cântec, amândouă versiuni au fost regizate de către Motellet Film. Prima versiune, lansată la data de 15 martie 2013, în videoclip cântăreața este la o petrecere de ceai și se îmbătă cu oaspeții ei. Videoclipul a depășit jumătate de milion de vizualizări pe YouTube înainte de a fi pus ca și privat la un an după lansarea sa. Cea de-a doua versiune a fost filmată la un club suedez într-o perioada de trei zile și prezintă artista într-o noapte petrecută împreună cu prietenii ei.